# Kei Ishikawa
Kei Ishikawa (石川 慧 Ishikawa Kei?, Niigata, Niigata, 30 de septiembre de 1992) es un futbolista japonés que juega como guardameta en el Ventforet Kofu de la J2 League.

## Trayectoria

### Clubes
| Club                     | País  | Año       |
| ------------------------ | ----- | --------- |
| Vegalta Sendai           | Japón | 2011-2017 |
| Sony Sendai FC (cedido)  | Japón | 2013      |
| Blaublitz Akita (cedido) | Japón | 2014      |
| Tochigi S. C.            | Japón | 2018-2019 |
| Sagan Tosu               | Japón | 2019      |
| Gamba Osaka              | Japón | 2020-2024 |
| Ventforet Kofu           | Japón | 2025-     |